# Кукова Острва на Летњим олимпијским играма 2008.
Куковим Острвима ово је било шесто учешће на Летњим олимпијским играма. Делегација Кукових Острва је на Олимпијским играма 2008. у Пекингу била заступљена са 4 учесника од који су била 3 мушкарца и 1 жене у 3 спорта. Најстарији учесник у екипи била је пливач Петоро Окотај (27), а најмлађи атлетичар Гордон Хедер са 18 година.
Олимпијска екипа Кукових Острва је била у групи земаља које нису освојиле ниједну медаљу.
Заставу Кукових Острва на свечаном отварању Олимпијских игара 2008. носио је дизач тегова Сем Пера јуниор.

## Учесници по дисциплинама
| Спорт         | Мушкарци | Жене | Укупно |
| ------------- | -------- | ---- | ------ |
| Атлетика      | 1        | 1    | 2      |
| Пливање       | 1        | 0    | 1      |
| Дизање тегова | 1        | 0    | 1      |
| Укупно(3)     | 3        | 1    | 4      |

### Мушкарци

#### Тркачке дисциплине
| Атлетичар Лични рекорд | Дисциплина | Група    | Група | Четвртфинале     | Четвртфинале     | Полуфинале       | Полуфинале       | Финале           | Финале           | Детаљи |
| Атлетичар Лични рекорд | Дисциплина | Резултат | Место | Резултат         | Место            | Резултат         | Место            | Резултат         | Место            | Детаљи |
| ---------------------- | ---------- | -------- | ----- | ---------------- | ---------------- | ---------------- | ---------------- | ---------------- | ---------------- | ------ |
| Гордон Хедер           | 100 м      | 11,47    | 75/80 | Није се пласирао | Није се пласирао | Није се пласирао | Није се пласирао | Није се пласирао | Није се пласирао | 75     |

### Жене

#### Техничке дидциплине
| Атлетичар Лични рекорд | Дисциплина     | Квалификације | Квалификације | Квалификације | Квалификације | Финале            | Финале            | Финале            | Финале            | Финале            | Финале            | Финале           | Финале | Детаљи |
| Атлетичар Лични рекорд | Дисциплина     | 1 покушај     | 2 покушај     | 3 покушај     | Место         | 1 круг            | 2 круг            | 3 круг            | 4 круг            | 5 круг            | 6 круг            | Најбољи резултат | Место  | Детаљи |
| ---------------------- | -------------- | ------------- | ------------- | ------------- | ------------- | ----------------- | ----------------- | ----------------- | ----------------- | ----------------- | ----------------- | ---------------- | ------ | ------ |
| Tereapii Tapoki 57,61  | Бацање кладива | 46,77         | 44,11         | 48,35         | 37/38         | Није се пласирала | Није се пласирала | Није се пласирала | Није се пласирала | Није се пласирала | Није се пласирала | 48,35            | 75     |        |

## Дизање тегова

### Мушкарци
| Текмичар        | Дисциплина | Трзај    | Трзај   | Избачај  | Избачај | Укупно | Пласман | Детаљи |
| Текмичар        | Дисциплина | Резултат | Пласман | Резултат | Пласман | Укупно | Пласман | Детаљи |
| --------------- | ---------- | -------- | ------- | -------- | ------- | ------ | ------- | ------ |
| Сем Пера јуниор | +105 кг    | 155      | 12      | 195      | 12      | 350    | 12/14   |        |

## Пливање

### Мушкарци
| Пливач        | Дисциплина  | Група   | Група   | Полуфинале       | Полуфинале       | Финале           | Финале           | Детаљи |
| Пливач        | Дисциплина  | Време   | Пласман | Време            | Пласман          | Време            | Пласман          | Детаљи |
| ------------- | ----------- | ------- | ------- | ---------------- | ---------------- | ---------------- | ---------------- | ------ |
| Петоро Окотај | 100 м прсно | 1:20,20 | 63/65   | Није се пласирао | Није се пласирао | Није се пласирао | Није се пласирао |        |